# Centropogon granulosus
Centropogon granulosus là loài thực vật có hoa trong họ Hoa chuông. Loài này được C.Presl mô tả khoa học đầu tiên năm 1836.